# مارتن لنكز
مارتن لنكز (بالإنجليزية: Martin Lings)‏ أو أبو بكر سراج الدين (1327 هـ - 1426 هـ / 1909 - 2005 م)
المعروف أيضًا باسم أبو بكر سراج الدين ،كان كاتبًا وباحثًا وفيلسوفًا إنجليزيًا. كان طالبًا للميتافيزيقيا السويسري فريثجوف شون  ومرجعًا في أعمال ويليام شكسبير ، اشتهر بأنه مؤلف محمد: حياته مبنية على أقدم المصادر ، نُشر لأول مرة في عام 1983 وما زال مطبوعًا.

## النشأة
ولد لينجز في بيرناج، مانشستر عام 1909 لعائلة بروتستانتية. قضى وقتًا طويلاً في الولايات المتحدة بسبب عمل والده. تعلم لينجز بكلية كليفتون وبعدها انتقل إلى كلية ماجدالين، أكسفورد، حيث حصل على بكالوريوس في اللغة الإنجليزية وآدابها. بعد تخرجه من جامعة أكسفورد، ذهب إلى جامعة فيتوتاس ماغنوس، في ليتوانيا، حيث قام بتدريس الأنجلو ساكسوني والإنجليزية الوسطى.

## ترجمته
ولد لنكز في لانكاشير بإنجلترا في كانون الثاني 1909 م. اعتنق الإسلام وغير اسمه إلى «أبو بكر سراج الدين».

## آثاره
أصدر كتاب «محمد: حياته مبنية على المصادر المبكرة»؛ وذلك عام 1973 م، ونال عنه جائزة الرئيس الباكستاني.